# 班克山
64°54′S 63°3′W / 64.900°S 63.050°W
班克山（英語：Mount Banck）是南極洲的山峰，位於葛拉漢地西岸，海拔高度675米，該山峰在1898年由比利時探險隊發現並命名，現時由南極條約體系管理。